# Echymiperinae
Gli Echimiperini (Echymiperinae McKenna e Bell, 1997) sono una sottofamiglia di marsupiali della famiglia dei Peramelidi. Comprende nove specie di bandicoot suddivise in tre generi.

## Classificazione
- Sottofamiglia Echymiperinae
  - Genere Echymipera: bandicoot spinosi della Nuova Guinea
    - Bandicoot spinoso dal naso lungo, Echymipera rufescens
    - Bandicoot spinoso di Clara, Echymipera clara
    - Bandicoot spinoso di Menzies, Echymipera echinista
    - Bandicoot spinoso comune, Echymipera kalubu
    - Bandicoot spinoso di David, Echymipera davidi

  - Genere Microperoryctes: bandicoot murini della Nuova Guinea
    - Bandicoot murino, Microperoryctes murina
    - Bandicoot striato, Microperoryctes longicauda
    - Bandicoot pigmeo degli Arfak, Microperoryctes aplini
    - Bandicoot papua, Microperoryctes papuensis

  - Genere Rhynchomeles
    - Bandicoot di Ceram, Rhynchomeles prattorum